# Pipturus vitiensis
Pipturus vitiensis är en nässelväxtart som beskrevs av Albert Charles Smith. Pipturus vitiensis ingår i släktet Pipturus och familjen nässelväxter. Inga underarter finns listade i Catalogue of Life.